# 甘棠館
甘棠館（かんとうかん）は、天明4年（1784年）に黒田治之の遺言で、新設された東西二つの福岡藩学問所のうちの西学問稽古所で、唐人町（現在唐人町バス停北側）にあった。
祭酒（学長）に亀井南冥が就任したが、寛政10年（1798年）2月1日に発生した火災で焼失し廃校。

## 備考
跡地は現在協同組合唐人町プラザ甘棠館となっている

## 関連文献
- 「亀井南冥と金印」塩屋勝利・『金印研究論文集成』(新人物往来社）
- 『松阪市史』文化財篇。